# Michelle Hunziker
Michelle Hunziker (Sorengo, Ticino kanton, 1977. január 24. –) svájci–olasz modell, színész és ismert műsorvezető az olasz és német televízióknál, Eros Ramazzotti egykori felesége, a 2025-ös Eurovíziós Dalfesztivál döntőjének egyik műsorvezetője volt Hazel Brugger és Sandra Studer mellett.

## Élete
Hunziker a Lugano melletti Sorengóban született, Svájc olasz részén, anyja holland, apja német anyanyelvű svájci. 1983-ban Bern külvárosába költöztek, ami Svájc német részén fekvő fővárosa. 1993-ban, amikor szülei elváltak, anyjával Bolognába költöztek, ahol befejezte iskolai tanulmányait. Később Milánóban telepedett le, hogy az Armani és a Rocco Barocco divatcégeknél modellkedjen.
2007-ben Pippo Baudo mellett a Sanremói Dalfesztivál egyik műsorvezetője volt. Jól beszél olaszul, németül, angolul, franciául és hollandul. 1997 óta műsorvezető, kezdetben a Canale 5 Paperissima Sprint című komédia-show-jában szerepelt. 1996. december 5-én, Eros Ramazzotti feleségeként, egy kislánnyal, Aurora Sophie-val ajándékozta meg az énekest (aki a jobb alkarjára tetováltatta az Aurora nevet). 2002 ősze és 2004 között a német RTL-nél a Deutschland sucht den Superstar műsorvezetője volt. 2018-ban visszatért a Sanremói Dalfesztiválra, ahol Claudio Baglioni és Pierfrancesco Favino mellett volt műsorvezető.
2025. január 20-án a svájci SRG SSR bejelentette, hogy a 2025-ös Eurovíziós Dalfesztivál döntőjének műsorvezetője lesz Hazel Brugger és Sandra Studer mellett.